# Георги Палашев
Георги Палашев е български просветен деец от Македония.

## Биография
Георги Палашев е роден в 1879 година във Велес, тогава в Османската империя, днес Северна Македония. В 1901 година завършва с шестнадесетия випуск Солунската българска мъжка гимназия, а след това работи като учител в Скопие. По-късно заминава за Мюнхен, Германия, където следва в Академията за изобразителни изкуства в Мюнхен. Палашев се завръща в България и започва да издава списание „Картинна галерия за деца и юноши“. Взема дейно участие в подпомагането на българските бежанци от Македония след Балканските войни и Първата световна война. В 1913 година Палашев издава вестник „Изгрев“. В 1919 година участва в издаването на албума „Македония в образи“. Член-учредител е на Македонския научен институт. Избиран е за народен представител.
Умира на 31 март 1926 година в София.
През декември 1938 година излиза посветеният на него „Палашев лист“.
Синът му, Никола Палашев, в 1928 година завършва медицина в Софийския университет.